# Франческо Баньяя
Франческо Баньяя (італ. Francesco Bagnaia; 14 січня 1997, Турин, Італія) — італійський мотогонщик, триразовий чемпіон світу з шосейно-кільцевих мотоперегонів MotoGP: дворазовий у класі MotoGP (2022, 2023) та в класі Moto2 (2018). У поточному сезоні виступає у класі MotoGP за заводську команду «Ducati Lenovo Team» під номером 1.

## Біографія
У 2010 році Франческо приєднався до надзвичайно конкурентоспроможного чемпіонату CEV в Іспанії, і за підсумками сезону 2011 посів третє місце. В наступному сезоні він продовжив виступи у серії в складі команди Monlau Competicion, здобувши одну перемогу у семи гонках, зайнявши знову третє місце в загальному заліку. Успішні виступи протягом двох сезонів дозволили Франческо наступному році перейти до Чемпіонату світу MotoGP, де він став партнером Романо Фенаті в команді Team Italia FMI. На сезон 2014 він змінив команди, а також виробника мотоциклів, перейшовши до Sky Racing Team VR46 та пересівши з FTR Honda на KTM, а 2015 рік приніс новий виклик з новою Mapfre Team Mahindra. Закінчивши рік як найкращий гонщик Mahindra, італієць також часто брав участь у боротьбі за подіум, зберігши своє місце в команді на 2016 рік і здобувши не лише першу перемогу в Ассені, але й другу перемогу в Сепанзі. Взявши участь у тестовій поїздці на машині команди MotoGP™ у Валенсії наприкінці сезону, Баньяя піднявся до класу Moto2 у 2017 році з новою командою проміжного класу Sky Racing Team VR46 і став новачком року, піднявшись на кілька подіумів. У 2018 році він був претендентом на перемогу у чемпіонаті з самого початку, з деякими неймовірними перемогами та стабільністю, що дозволило йому зрештою завоювати титул чемпіона світу в класі Moto2 у Малайзії.
У 2019 році Франческо, вражаючи своїми першими виступами у вищому класі під час тестових заїздів, перейшов до класу MotoGP, приєднавшись до команди Pramac Racing. Це був важкий рік новачка для італійця, але фантастичне четверте місце в Австралії показало багато перспективних ознак. 2020 рік виявився неоднозначним для італійця та його GP-20. Він заслужив вражаюче друге місце на Гран-при Сан-Марино, а через тиждень на тій самій трасі він був на порозі першої перемоги в прем’єр-класі, доки жахливе зісковзування з траси не поклало край його сподіваннями. Зазнавши травми, Франческо не зміг виступати до кінця сезону. 
Сезон 2021 приніс Пекко нову надію, пов'язану з переходом до заводської команди Ducati Lenovo Team. Три подіуми та поул у перших чотирьох гонках сезону вказували на те, що італієць претендує на титул, проте наступні шість гонок склались не так вдало для італійці. Дебютна перемога в класі MotoGP відбулася в Арагоні після неймовірної сутички з Марком Маркесом, і він підтвердив це перемогою в Мізано через тиждень. Додавши ще дві перемоги у двох останніх гонках сезону, Франческо за підсумками сезону став віце-чемпіоном світу, поступившись лише Фабіо Квартараро.
Сезон 2022 року для італійця розпочався не дуже вдало, і аварія на Заксенрингу відкинула його на відстань 91 очка від лідерства в Чемпіонаті, проте у зірковій серії в другій половині кампанії Баньяя зробив те, що колись здавалося неможливим, і здобув свій перший титул чемпіона світу.
Змінивши свій гоночний номер з 63 на 1 у 2023 році, Баньяя зумів перемогти Хорхе Мартіна у фіналі сезону та стати першим гонщиком, який успішно захистив номер 1 після Міка Дуейна, та приєднався до Валентіно Россі та Марка Маркеса, ставши єдиними гонщиками в MotoGP, що вигравали титули послідовно.